# Мелкор
Мелкор, известен още като Моргот, е герой, един от Валарите, в легендариума на Дж. Р. Р. Толкин и главен антагонист в Силмарилион, Децата на Хурин, Берен и Лутиен и Падането на Гондолин.
Мелкор е най-могъщият от Айнурите, но в желанието си за власт и притежание на всичко поема по пътя на злото и е наречен Моргот. Цялото зло в света на Средната земя в крайна сметка произлиза от него. Майрон, един от майарите на Ауле, предава своя народ и става главен лейтенант на Моргот, приемайки името Саурон.

## Име
Мелкор е наречен за пръв път Моргот през Първата епоха, след като унищожава Двете дървета на Валинор, убива Финве, Върховния крал на Нолдорите и открадва Силмарилите. Прозвището Моргот му е дадено от сина на Финве – Феанор и след това елфите го наричат само с това име. Моргот е със синдарински произход (един от измислените от Толкин езици) и означава „Тъмен враг“, „Черен враг“ или „Черен враг на света“. Бауглир на същия език означава „тиранин“ или „потисник“. Феанор всъщност го е нарекъл на куеня (друг от езиците на Толкин) – Морингото и това по-късно е преведено на синдарин като Моргот.  По този начин „Моргот Бауглир“ е прозвище. Неговото име в Айнулиндале (митът за сътворението на Средната земя и първата част от Силмарилион) е Мелкор, което означава „Онзи, който се въздига със сила“ на куеня. Това също е прозвище, тъй като той, както всички айнури, има друго истинско име на валарин (в легендариума, това е езикът на айнурите преди началото на времето), но това име не е било записано никъде. Синдаринският еквивалент на Мелкор бил Белегур, но никога не бил използван и вместо това е използвано умишлено подобното му Белегурт, което означава „Великата смърт“.  В по-ранните версии на легендариума на Толкин формата на името му е Мелко, което просто означава „Могъщият“.
Подобно на Саурон и Мелкор има множество други прозвища: Властелинът на мрака, Тъмната сила на Севера, Черната ръка и Великият враг. Едаините го наричали Тъмния крал и Тъмната сила; нуменорците, покварени от Саурон, го наричали Господарят на всичко и Дарител на свободата. Наречен е „Майстор на лъжите“ от Амлах от рода на Хадор. 

## История

### Айнулиндале
Преди създаването на Еа и Арда (Вселената и Светът), Мелкор е бил най-могъщият от айнурите, „ангелските същества“, създадени от Еру Илуватар (който може да се оприличи на Бог). Мелкор, недоволен, че Еру е изоставил Празнотата, се е опитал да подражава на своя създател и да запълни Празнотата с разумни същества по свой замисъл. За да се случи това обаче, се изисквал Нетленния Пламък, който принадлежал само и единствено на Еру и колкото и да го търсил Мелкор, не успявал да го намери. В това, което се надявал да бъде алтернативен израз на собствената му оригиналност и креативност, той съперничил на Еру в Музиката на Айнурите, въвеждайки това, което възприемал като негови собствени теми.
По време на Великата Музика на айнурите, Мелкор се опитал да промени музиката и въвел елементи, които според него били изцяло по негов замисъл. Като част от тези усилия, той привлякъл към себе си много айнури с по-слаба воля, създавайки конфликт с основната мелодия на Еру. По ирония на съдбата, тези опити не подкопават истински Музиката, а само доразвиват първоначалните намерения на Еру и тя придобива дълбочина и красота точно поради раздора и тъгата, въведени от дисхармонията на Мелкор (и ответните мерки за коригирането им). За разлика от своя събрат Ауле, Мелкор бил твърде горд, за да признае, че творенията му са просто открития, произлезли изцяло от Еру. Вместо това Мелкор непрекъснато се стремял да достигне Еру, като истински създател на всичко.
Тъй като Великата Музика на айнурите е била основа за цялата история и цялото материално творение в цикъла на Средната земя (била изпята за първи път преди Времето и след това вселената била създадена по неин образ), хаосът, въведен в Музиката от дисхармонията на Мелкор е отговорен за цялото зло в Арда и всичко в Средната земя е покварено от неговото влияние. Толкин развива това в Пръстена на Моргот, като прави аналогия между Единствения пръстен, в който Саурон влага голяма част от силата си, и цялата Арда — „Пръстена на Моргот“ — която съдържа и е покварена от остатъците от влиянието и силата на.

### Куента Силмарилион
След Сътворението, много айнури се появили в Еа и най-могъщите от тях се наричали Валари, а онези дошли след тях, с по-нисък ранг – техни слуги и помощници, били маярите. Всички те се заели с подреждането на вселената и мястото на Арда в нея, според музиката и темите на Еру. Мелкор и неговите последователи също се появили в Еа, но той беше разочарован, че другите айнури не го признавали за господар и владетел, въпреки че притежавал най-голям дял от знания и сила спрямо всички останали. Гневен и засрамен, Мелкор се заел да унищожава каквото и да сътворявали другите айнури.
Всеки от Валарите бил привлечен от определен аспект на света, според неговите (или нейните) сили и умения. Гневът на Мелкор бързо го довел до сътворяването на злини, изразяващи се в огромни крайности и насилие редом с тях — лют студ и изпепеляваща жега, земетресения, ломене, трошене, свлачища, пълен мрак и прогаряща светлина. Силата му била толкова голяма, че отначало Валарите не могли да го удържат. Изглеждало, че Арда никога нямало да достигне стабилна форма, докато в Еа не се появил Тулкас и наклонил везните.
Изгонен от Тулкас, Мелкор дълго кроял мрачни планове в тъмнината край Арда, изчаквайки подходящ момент, когато вниманието на Тулкас било насочено другаде. Мелкор нанесъл удар над Арда и унищожил Двата светилника Илуин и Ормал, които по това време били единствените източници на светлина. Заедно с това цялата земя на валрите – Алмарен била заличена от съществуване, а цяла Арда била потопен в мрак и огън и Мелкор се оттеглил в новоустановеното си владение в Средната земя.
След унищожаването на Светилниците, Валарите се оттеглили в земите на Аман в далечния Запад. Страната, в която се заселили, се наричала Валинор и те положили много усилия да я укрепят, срещу ново зло, а Мелкор господствал над Средната земя своята крепост Утумно далеч на север.
Още преди да бъде нападнат от валарите, Мелкор успял да заловил няколко елфи, преди и след дълги мъчения и поквара създал орките. Неговата крепост Утумно разпръсквала смъртоносен студ из Арда и безкрайна зима на север. За да помогнат на чедата си – елфите, Валарите повели седемгодишна война с Мелкор и в крайна сметка го низвергнали, ако и обсадата на Утумно да била тежка. Битките, водени там помрачили още повече Арда, въпреки че Мелкор бил победен с помощта на Тулкас и затворен от Валарите.
След като изтичане на наказанието си, Мелкор бил доведен във Валинор, макар мнозина от валарите да не вярвали в поправянето му. Той бил изумен от сътвореното и в сърцето му се наливал черен гняв и ярост, особено срещу елфите, но надянал образ на смирен и добронамерен докато кроял планове за подчиняването им, или унищожаването, ако откажеха първото. В тях Мелкор виждал главната причина за поражението си, защото именно на тяхна помощ се притекли валарите. От всички родове, този на Нолдорите – най-надарените от трите рода елфи дошли във Валинор били най-уязвими в неговите планове, тъй като той притежавал много от знанието, що те жадно търсели. Така докато им помагал и споделял знанието си, посявал, безпокойство, съмнения и интриги сред тях. Когато Валарите разбрали намеренията му изпратили Тулкас да го залови, но Мелкор вече бил избягал. С помощта на Унголиант, мрачен древен дух под формата на чудовищен паяк, той унищожил Двете дървета на Валинор, убил краля на нолдорите Финве и откраднал трите Силмарили. Те били безценни камъни, направени от Феанор, син на Финве и били изпълнени със светлината на Двете дървета. Тогава Феанор нарекъл Мелкор  Моргот – „Черния враг на света“ и подире Елдарите го познавали само с това име.
Моргот открил, че въпреки разрушенията, Ангбанд е останал почти непокъткнат и него използвал за първо укрепление, откъдето възобновил управлението си над северната част на Средната земя. Отпочнал възстановяването на крепостта си Удун и издигнал над нея трите върха на Тангородрим. Откраднатите Силмарили вградил  в желязна корона, която никога не свалял от главата си. Феанор и много нолдори тръгнали да го преследват, като в похода погубили мнозина Телери и с това навлекли върху себе си Прокобата на Мандос. При пристигането си в Белерианд в Средната земя, нолдорите основали кралства в близките до Ангбанд земи, и отпочнали войни с Моргот. Дошло време на земята да се събудят хората и за да не се събудят в мрак, валарите създали Слънцето и Луната. Първата от големите битки от последвалата война – Дагор-нуин-Гилиат се наричала още Битката под Звездите, защото се състояла още преди първия изгрев на Луната. Втората – Дагор Аглареб, наричана още Славна битка, а след нея третата – Дагор Браголлах, Битката на внезапния пламък, при която дългогодишната обсада на Ангбанд била прекъсната. Последната голяма битка била Нирнает Арноедиад или битката на Неизброимите сълзи, когато армиите на нолдорите и хората се съюзили срещу общия враг, ала имало мнозина от човешките племена, които застанали на страната на Моргот.
Малко по малко, Моргот унищожил останалите елфически кралства, намалявайки владенията им до остров в залива Балар, към който избягали много бежанци, и едно малко селище в Устието на Сирион под закрилата на Улмо.
Преди Нирнает Арноедиад, човекът Берен и елфическата девойка Лутиен, дъщеря на крал Тингол, с много смелост успяват да влязат в Ангбанд и да вземат един от Силмарилите от короната на Моргот. Тяхната внучка Елвинг се присъединява към тези, които живеят в устието на Сирион, а нейният съпруг Еарендил, носейки Силмарила, отплава през морето до Валинор, за да помоли Валарите да освободят Средната земя от Моргот.
Валарите отвръщат на молбата и в последвалата Война на гнева, Белерианд и голяма част от северната част на Средната земя са унищожени напълно и цялата земя е променена завинаги. Планини са изравнени и издигнати на нови места, реки са преместени в нови долини. Моргот бил напълно сразен, а армиите му били почти изцяло избити, без един. Почти всички дракони били унищожени и Тангородрим бил разрушен, когато Еарендил убил най-великия от драконите, Анкалагон Черния и рухващото му туловище се стоварило върху върха. Малкото останали дракони били разпръснати и шепата оцелели балрози се скрили дълбоко в земята. Моргот избягал в най-дълбоката яма и помолил за прошка, но краката му били отсечени изпод него, короната нахлузили като нашийник и отново бил окован с веригата Ангаинор. Валарите го прокудили завинаги от света, през Вратата на нощта в Пустотата. Неговото зло обаче останало завинаги и волята му оказвала влияние върху всички живи същества.